# 紅亜鉛鉱

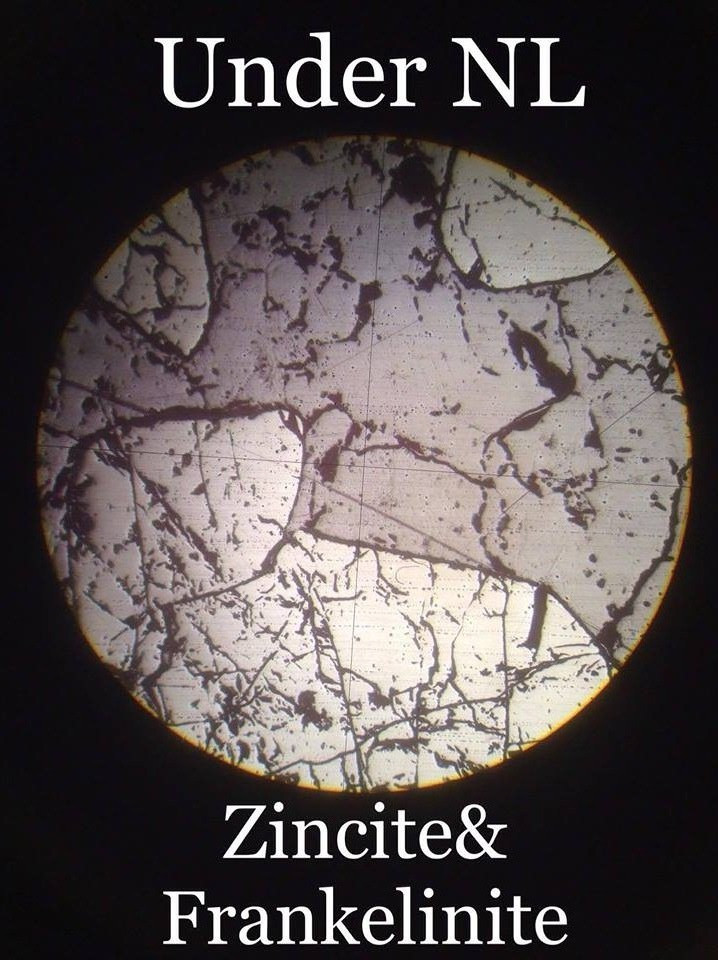
通常光下での紅亜鉛鉱とフランクリン鉄鉱の顕微鏡画像

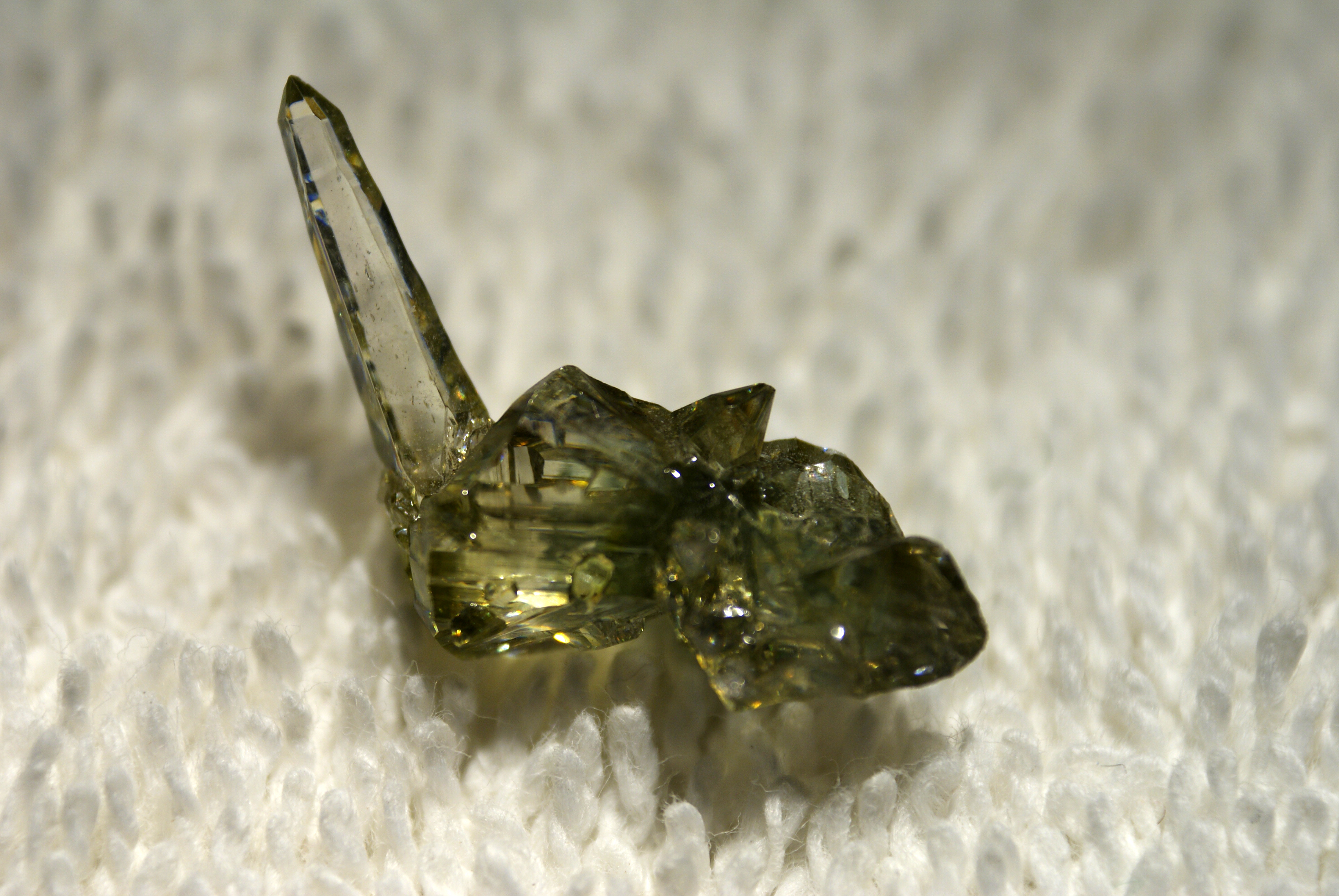
人工の紅亜鉛鉱結晶

紅亜鉛鉱またはジンカイト(Zincite)は、酸化亜鉛の鉱物である。結晶は天然では稀なものだが、多くの蛍光鉱物で有名なニュージャージー州のフランクリン鉱山やスターリングヒル鉱山は、顕著な例外である。六方晶系の結晶構造で、色は不純物の存在に依存する。フランクリン鉱山で見られるものは、珪亜鉛鉱、フランクリン鉄鉱と共生し、主に鉄とマンガンのドーパントのため、赤色である。
人工的に紅亜鉛鉱結晶を成長させることも可能で、合成紅亜鉛鉱結晶は、亜鉛精錬の副産物として得られる。合成結晶は、無色または暗赤色から橙色、黄色、明るい緑色までになりうる。
天然及び合成の結晶は、方鉛鉱等の別の鉱物と組み合わせて、真空管の開発以前の初期の鉱石ラジオの鉱石検波器として用いられた。この装置は、「猫のひげ」(cat's whisler)として知られた。